# Chlefeli
Les chlefeli sont un instrument de musique suisse. Instrument de percussion idiophone similaire aux castagnettes, il est apprécié en particulier par les enfants du canton de Schwytz notamment depuis le XIXe siècle. Un concours de chlefeli y est organisé chaque année.

## Facture
C'est une simple paire de planchettes en bois de douze centimètres de long, avec des encoches pour les doigts (index et majeur et majeur et annulaire). Une cordelette les relie parfois.

## Jeu
Les enfants en jouent lors de la semaine sainte en lieu et place des cloches d'église ; il suffit de claquer les deux parties l'une sur l'autre.

## Sources et lien
- (en) S. Sadie, The New Grove Dictionary of Musical Instruments, Macmillan, London, 1985.
- Vidéo et article